# 日本標準産業分類
日本標準産業分類（にほんひょうじゅんさんぎょうぶんるい、英語: Japan Standard Industrial Classification 、JSIC）とは、日本における産業分類のうち20世紀半ばに成立して現在用いられているもの、標準産業分類の日本版を指す。
日本の公的統計における産業分類を定めた総務省告示であり、統計調査の結果を産業別に表示する場合の統計基準として1949年（昭和24年）10月に設定されて以来、改定が重ねられてきた。
農業・建設業・製造業・卸売業・小売業・金融業・医療・福祉・教育・宗教・公務などのすべての経済活動を、大分類・中分類・小分類・細分類の4段階に分類している。

## 概要
従前は、各種統計の産業分類がバラバラであったため、分類を統一するために統計法に基づき1949年（昭和24年）に制定され、指定統計においては原則として産業別の統計を公表する際に本告示に基づいて結果を公表しなければならないことになった。統計法は2007年に改正され、従来の指定統計は基幹統計となったが、産業分類に関する規定は受け継がれている。

法律や補助金における業種分類が本告示を参照するケースもある。
国勢調査でも記入する場合があるが、電気店を「電気業」と回答する例があるなど（本来は小売業）、社会通念との乖離が見られる。

## 改定
総務省が統計委員会（旧: 統計審議会）の答申を受け改定する。直近では、2023年（令和5年）7月に改定された。2024年（令和6年）4月から施行された。
- 1949年（昭和24年）10月設定
- 1951年（昭和26年）4月改定（第1回改定）
- 1953年（昭和28年）3月改定（第2回改定）
- 1954年（昭和29年）2月改定（第3回改定）
- 1957年（昭和32年）5月改定（第4回改定）
- 1963年（昭和38年）1月改定（第5回改定）
- 1967年（昭和42年）5月改定（第6回改定）
- 1972年（昭和47年）3月改定（第7回改定）
- 1976年（昭和51年）5月改定（第8回改定）
- 1984年（昭和59年）1月改定（第9回改定）
- 1993年（平成5年）10月改定（第10回改定）
- 2002年（平成14年）3月改定（第11回改定）
- 2007年（平成19年）11月改定（第12回改定）
- 2013年（平成25年）10月改定（第13回改定）
- 2023年（令和5年）7月改定（第14回改定）

## 分類
※全体については公式サイトを参照のこと。
- A - 農業、林業
- B - 漁業
  - 03 - 漁業（水産養殖業を除く）
  - 04 - 水産養殖業
- C - 鉱業、採石業、砂利採取業
- D - 建設業
  - 06 - 総合工事業
  - 07 - 職別工事業（設備工事業を除く）
  - 08 - 設備工事業
- E - 製造業 ※印刷業（中分類コード15）を含む
- F - 電気・ガス・熱供給・水道業
- G - 情報通信業
  - 37 - 通信業
  - 38 - 放送業
  - 39 - 情報サービス業
  - 40 - インターネット附随サービス業 ※ポータルサイト、ASP運営業者
  - 41 - 映像・音声・文字情報制作業 ※各種コンテンツ制作、新聞、出版
- H - 運輸業、郵便業 ※倉庫業（中分類コード47）含む
- I - 卸売業、小売業
- J - 金融業、保険業
- K - 不動産業、物品賃貸業 ※リース会社、各種レンタル会社
- L - 学術研究、専門・技術サービス業
  - 71 - 学術・開発研究機関
    - 710 - 管理、補助的経済活動を行う事業所（71学術・開発研究機関）
    - 711 - 自然科学研究所
    - 712 - 人文・社会科学研究所

  - 72 - 専門サービス業（他に分類されないもの）
    - 720 - 管理、補助的経済活動を行う事業所（72専門サービス業）
    - 721 - 法律事務所、特許事務所
    - 722 - 公証人役場、司法書士事務所、土地家屋調査士事務所
    - 723 - 行政書士事務所
    - 724 - 公認会計士事務所、税理士事務所
    - 725 - 社会保険労務士事務所
    - 726 - デザイン業
    - 727 - 著述・芸術家業
    - 728 - 経営コンサルタント業、純粋持株会社
    - 729 - その他の専門サービス業
      - 7291 - 興信所
      - 7292 - 翻訳業（著述家業を除く）
      - 7293 - 通訳業、通訳案内業
      - 7294 - 不動産鑑定業
      - 7299 - 他に分類されない専門サービス業

  - 73 - 広告業
    - 730 - 管理、補助的経済活動を行う事業所（73広告業）
      - 7300 - 主として管理事務を行う本社等
      - 7309 - その他の管理、補助的経済活動を行う事業所

    - 731 - 広告業
      - 7311 - 広告業

  - 74 - 技術サービス業（他に分類されないもの）
    - 740 - 管理、補助的経済活動を行う事業所（74技術サービス業）
      - 7401 - 管理、補助的経済活動を行う事業所

    - 741 - 獣医業
      - 7411 - 獣医業

    - 742 - 土木建築サービス業
      - 7421 - 建築設計業
      - 7422 - 測量業
      - 7429 - その他の土木建築サービス業 ※建設コンサルタント等

    - 743 - 機械設計業
      - 7431 - 機械設計業

    - 744 - 商品・非破壊検査業
      - 7441 - 商品検査業
      - 7442 - 非破壊検査業

    - 745 - 計量証明業
      - 7451 - 一般計量証明業
      - 7452 - 環境計量証明業
      - 7459 - その他の計量証明業

    - 746 - 写真業
      - 7461 - 写真業（商業写真業を除く）
      - 7462 - 商業写真業

    - 749 - その他の技術サービス業
      - 7499 - その他の技術サービス業
- M - 宿泊業、飲食サービス業
  - 75 - 宿泊業
  - 76 - 飲食店
  - 77 - 持ち帰り・配達飲食サービス業
- N - 生活関連サービス業、娯楽業
  - 78 - 洗濯・理容・美容・浴場業
    - 781 - 洗濯業 
      - 7811 - 普通洗濯業
      - 7812 - 洗濯物取次業
      - 7813 - リネンサプライ業

    - 782 - 理容業 
      - 7821 - 理容業

    - 783 - 美容業 
      - 7831 - 美容業

    - 784 - 公衆浴場業 
      - 7841 - 公衆浴場業

    - 785 - 特殊浴場業 
      - 7851 - 特殊浴場業

    - 789 - その他の洗濯・理容・美容・浴場業 
      - 7891 - 洗張・染物業
      - 7892 - エステティック業
      - 7893 - リラクゼーション業（手技を用いるもので医業類似行為を除く）
      - 7899 - 他に分類されない洗濯・理容・美容・浴場業

  - 79 - その他の生活関連サービス業 ※旅行業、広い意味での冠婚葬祭、家事サービス など
  - 80 - 娯楽業 
    - 800 - 管理、補助的経済活動を行う事業所（80娯楽業）
      - 8000 - 主として管理事務を行う本社等
      - 8009 - その他の管理、補助的経済活動を行う事業所

    - 801 - 映画館
      - 8011 - 映画館

    - 802 - 興行場（別掲を除く）、興行団
      - 8021 - 劇場
      - 8022 - 興行場
      - 8023 - 劇団
      - 8024 - 楽団、舞踏団
      - 8025 - 演芸・スポーツ等興行団

    - 803 - 競輪・競馬等の競走場、競技団
      - 8031 - 競輪場
      - 8032 - 競馬場
      - 8033 - 自動車・モーターボートの競走場
      - 8034 - 競輪競技団
      - 8035 - 競馬競技団
      - 8036 - 自動車・モーターボートの競技団

    - 804 - スポーツ施設提供業
      - 8041 - スポーツ施設提供業（別掲を除く）
      - 8042 - 体育館
      - 8043 - ゴルフ場
      - 8044 - ゴルフ練習場
      - 8045 - ボウリング場
      - 8046 - テニス場
      - 8047 - バッティング・テニス練習場
      - 8048 - フィットネスクラブ

    - 805 - 公園、遊園地
      - 8051 - 公園
      - 8052 - 遊園地（テーマパークを除く）
      - 8053 - テーマパーク

    - 806 - 遊戯場
      - 8061 - ビリヤード場
      - 8062 - 囲碁・将棋所
      - 8063 - マージャンクラブ
      - 8064 - パチンコホール
      - 8065 - ゲームセンター
      - 8069 - その他の遊戯場

    - 809 - その他の娯楽業
      - 8091 - ダンスホール
      - 8092 - マリーナ業
      - 8093 - 遊漁船業
      - 8094 - 芸ぎ業
      - 8095 - カラオケボックス業
      - 8096 - 娯楽に附帯するサービス業
      - 8099 - 他に分類されない娯楽業

※余暇（リクリエーション）やレジャー関連と見られる広範な業種が「娯楽業」としてまとめられている。
- O - 教育、学習支援業
  - 81 - 学校教育
  - 82 - その他の教育、学習支援業
    - 820 - 管理、補助的経済活動を行う事業所（82その他の教育、学習支援業）
      - 8200 - 主として管理事務を行う本社等
      - 8209 - その他の管理、補助的経済活動を行う事業所

    - 821 - 社会教育
      - 8211 - 公民館
      - 8212 - 図書館
      - 8213 - 博物館、美術館
      - 8214 - 動物園、植物園、水族館
      - 8215 - 青少年教育施設
      - 8216 - 社会通信教育
      - 8219 - その他の社会教育

    - 822 - 職業・教育支援施設
      - 8221 - 職員教育施設・支援業
      - 8222 - 職業訓練施設
      - 8229 - その他の職業・教育支援施設

    - 823 - 学習塾
      - 8231 - 学習塾

    - 824 - 教養・技能教授業
      - 8241 - 音楽教授業
      - 8242 - 書道教授業
      - 8243 - 生花・茶道教授業
      - 8244 - そろばん教授業
      - 8245 - 外国語会話教授業
      - 8246 - スポーツ・健康教授業
      - 8249 - その他の教養・技能教授業

    - 829 - 他に分類されない教育、学習支援業
      - 8299 - 他に分類されない教育、学習支援業
- P - 医療、福祉
  - 83 - 医療業
    - 830 - 管理、補助的経済活動を行う事業所（83医療業）
      - 8300 - 主として管理事務を行う本社等
      - 8309 - その他の管理、補助的経済活動を行う事業所

    - 831 - 病院
      - 8311 - 一般病院
      - 8312 - 精神科病院

    - 832 - 一般診療所
      - 8321 - 有床診療所
      - 8322 - 無床診療所

    - 833 - 歯科診療所
      - 8331 - 歯科診療所

    - 834 - 助産・看護業
      - 8341 - 助産所
      - 8342 - 看護業

    - 835 - 施術業
      - 8351 - あん摩マッサージ指圧師・はり師・きゅう師・柔道整復師の施術所
      - 8352 - 療術業

    - 836 - 医療に附帯するサービス業
      - 8361 - 歯科技工所
      - 8369 - その他の医療に附帯するサービス業

  - 84 - 保健衛生
    - 840 - 管理、補助的経済活動を行う事業所（84保健衛生）
      - 8400 - 主として管理事務を行う本社等
      - 8409 - その他の管理、補助的経済活動を行う事業所

    - 841 - 保健所
      - 8411 - 保健所

    - 842 - 健康相談施設
      - 8421 - 結核健康相談施設
      - 8422 - 精神保健相談施設
      - 8423 - 母子健康相談施設
      - 8429 - その他の健康相談施設

    - 849 - その他の保健衛生
      - 8491 - 検疫所（動物検疫所、植物防疫所を除く）
      - 8492 - 検査業
      - 8499 - 他に分類されない保健衛生

  - 85 - 社会保険・社会福祉・介護事業
    - 850 - 管理、補助的経済活動を行う事業所（85社会保険・社会福祉・介護事業）
      - 8500 - 主として管理事務を行う本社等
      - 8509 - その他の管理、補助的経済活動を行う事業所

    - 851 - 社会保険事業団体
      - 8511 - 社会保険事業団体

    - 852 - 福祉事務所
      - 8521 - 福祉事務所

    - 853 - 児童福祉事業
      - 8531 - 保育所
      - 8539 - その他の児童福祉事業

    - 854 - 老人福祉・介護事業
      - 8541 - 特別養護老人ホーム
      - 8542 - 介護老人保健施設
      - 8543 - 介護医療院
      - 8544 - 通所・短期入所介護事業
      - 8545 - 訪問介護事業
      - 8546 - 認知症老人グループホーム
      - 8547 - 有料老人ホーム
      - 8549 - その他の老人福祉・介護事業

    - 855 - 障害者福祉事業
      - 8551 - 居住支援事業
      - 8559 - その他の障害者福祉事業

    - 859 - その他の社会保険・社会福祉・介護事業
      - 8591 - 更生保護事業
      - 8599 - 他に分類されない社会保険・社会福祉・介護事業
- Q - 複合サービス事業
  - 86 - 郵便局
  - 87 - 協同組合（他に分類されないもの）
    - 870 - 管理、補助的経済活動を行う事業所（87協同組合）
    - 871 - 農林水産業協同組合（他に分類されないもの）
    - 872 - 事業協同組合（他に分類されないもの）
- R - サービス業（他に分類されないもの）
  - 88 - 廃棄物処理業
  - 89 - 自動車整備業
  - 90 - 機械等修理業（別掲を除く） ※表具業（コード903）含む
  - 91 - 職業紹介・労働者派遣業
  - 92 - その他の事業サービス業
    - 920 - 管理、補助的経済活動を行う事業所（92その他の事業サービス業）
    - 921 - 速記・ワープロ入力・複写業
    - 922 - 建物等維持管理業
      - 9221 - ビルメンテナンス業
      - 9229 - その他の建物等維持管理業

    - 923 - 警備業
    - 929 - 他に分類されない事業サービス業
      - 9291 - ディスプレイ業
      - 9292 - 産業用設備洗浄業
      - 9293 - 看板書き業
      - 9294 - コールセンター業
      - 9295 - ペストコントロール業
      - 9299 - 他に分類されないその他の事業サービス業

  - 93 - 政治・経済・文化団体
  - 94 - 宗教
  - 95 - その他のサービス業
    - 950 - 管理、補助的経済活動を行う事業所（95その他のサービス業）
    - 951 - 集会場
    - 952 - 屠畜場
    - 959 - 他に分類されないサービス業

  - 96 - 外国公務
- S - 公務(他に分類されるものを除く)
  - 97 - 国家公務
    - 971 - 立法機関 ※国会
    - 972 - 司法機関 ※裁判所
    - 973 - 行政機関 ※現業系の組織の多くは除外されている。

  - 98 - 地方公務 ※議会関連であり、現業系の組織の多くは除外されている。
- T - 分類不能の産業

## 研究者
- 高島 忠 - 経済学者[10][11]。